# Haruka Tateishi

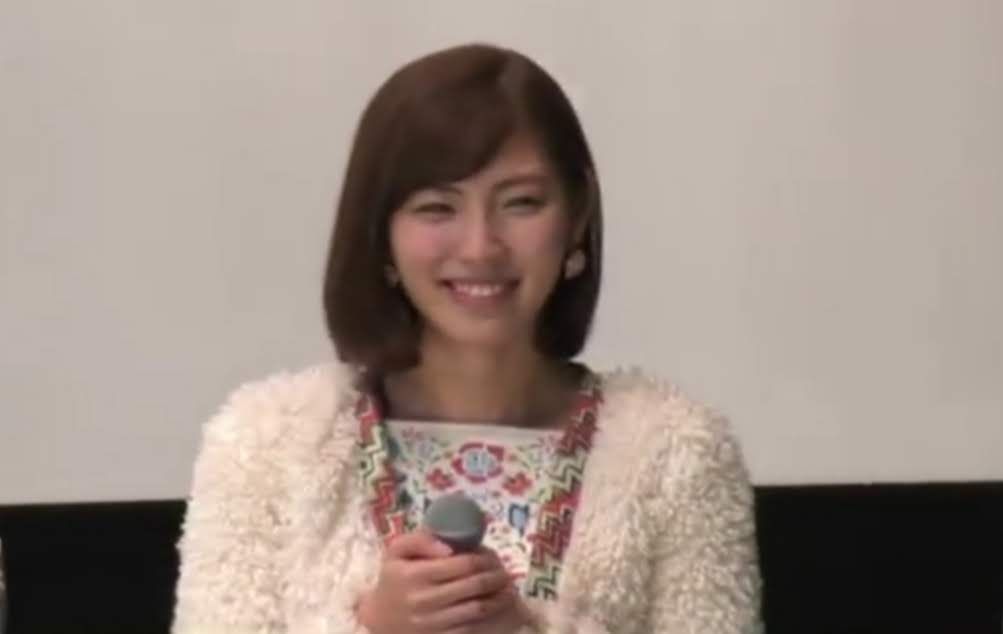
Haruka Tateishi (立石 晴香)

Haruka Tateishi (香 石 晴 香 Tateishi Haruka, geboren am 28. September 1994 in der Präfektur Osaka, Japan) ist ein japanisches Model und Schauspielerin. Sie ist bekannt für ihre Rolle als Amu/Zyuoh Tiger in der 40. Ausgabe der Super-Sentai-Serie Doubutsu Sentai Zyuohger.

## Biografie
2007 gewann Tateishi in der 11. Model-Audition den Grand Prix für die japanische Mädchen-Zeitschrift Nicola. Für die Oktoberausgabe 2007 modelte sie erstmals für das Magazin. Erstmals erschien ihr Foto in der Septemberausgabe 2008 auf der Titelseite der Zeitschrift. Tateishi war bis April 2011 für Nicola tätig und ab Juni 2011 Exklusivmodell von Seventeen.
Tateishi beendete im Oktober 2013 ihre Tätigkeit für das Seventeen-Magazin sowie ihre Zusammenarbeit mit Ever Green Creative und kündigte den Rücktritt aus der Unterhaltungsindustrie an.
Ende 2015 wurde ihr Abschied als Model bekannt gegeben und mitgeteilt, dass sie die Rolle als Amu/Zyuoh Tiger in Doubutsu Sentai Zyuohger, in der langjährigen Super-Sentai-Franchise von Toei Company übernahm. Diese Produktion wurde Anfang Februar 2016 ausgestrahlt. Außerdem war sie in Stage Shows zu sehen sowie in der Werbebranche und auf Präsentationen von Modekollektionen tätig.

## Filmografie (Auswahl)

### Filme
| Jahr | Titel                                                                                    | Rolle            |
| ---- | ---------------------------------------------------------------------------------------- | ---------------- |
| 2016 | Shuriken Sentai Ninninger vs. ToQger the Movie: Ninja Im wunderland                      | Zyuoh Tiger      |
| 2016 | Doubutsu Sentai Zyuohger the Movie: Die aufregende Zirkuspanik!                          | Amu/Zyuoh Tiger  |
| 2017 | Doubutsu Sentai Zyuohger vs. Ninninger the Movie: Super Sentai Botschaft aus der Zukunft | Amu/Zyuoh Tiger  |
| 2017 | Kamen Rider × Super Sentai: Ultra Super Hero Taisen                                      | Amu/Zyuoh Tiger  |
| 2017 | Doubutsu Sentai Zyuohger Rückkehr: Gib mir dein Leben! Earth Champion Turnier            | Amu/Zyuoh Tiger  |
| 2018 | 1 Out of 400,000                                                                         | Mami Higashiyama |

### TV-Serien und Kurzfilme
| Jahr | Titel                    | Rolle             | Netzwerk | Anmerkungen              |
| ---- | ------------------------ | ----------------- | -------- | ------------------------ |
| 2009 | Reset                    |                   | NTV      | Letzte Episode           |
| 2010 | Hammer Session!          | Momoka Inoue      | TBS      |                          |
| 2016 | Doubutsu Sentai Zyuohger | Amu / Zyuoh Tiger | TV Asahi |                          |
| 2018 | Parfait Tic!             | Kei Iori          | FOD      | Gastrolle (Episoden 5–8) |
| 2018 | Survival Wedding         | Yuri Nakatani     |          |                          |